# 拉贝居德德马藏克
拉贝居德德马藏克（法語：La Bégude-de-Mazenc）是法国德龙省的一个市镇，位于该省南部偏西，属于尼永斯区。该市镇总面积23.62平方公里，2009年时的人口为1484人。

## 人口
拉贝居德德马藏克人口变化图示